# Tunnel van Remersdaal
De Tunnel van Remersdaal is een spoortunnel in België, onderdeel van de Spoorlijn 24, die in 1917 tijdens de Eerste Wereldoorlog door de Duitse bezetter werd aangelegd. De tunnel ligt op het grondgebied van de gemeente Voeren in de provincie Limburg en het grondgebied van de gemeente Plombières in de provincie Luik. Ze ligt ten noordoosten van Remersdaal en ten noordwesten van Homburg. De tunnel gaat onder het Beusdalbos door dat gelegen is op het Plateau van Crapoel.
De tunnel heeft een lengte van 795 meter en maakt deel uit van de Montzenroute.
Ongeveer twee kilometer ten westen van de tunnel gaat de spoorlijn door de volgende tunnel, de Tunnel van Veurs onder het Veursbos. Voordat de spoorlijn daar is moet deze eerst nog het laagste punt van het Gulpdal oversteken over het Viaduct van Remersdaal. Ten oosten van de tunnel ligt station Montzen met spooremplacement met daarachter het Viaduct van Moresnet.